# 前716年
| 千纪： | 前1千纪 |
| 世纪： | 前9世纪 \| 前8世纪 \| 前7世纪 |
| 年代： | 前740年代 \| 前730年代 \| 前720年代 \| 前710年代 \| 前700年代 \| 前690年代 \| 前680年代 |
| 年份： | 前721年 \| 前720年 \| 前719年 \| 前718年 \| 前717年 \| 前716年 \| 前715年 \| 前714年 \| 前713年 \| 前712年 \| 前711年 |
| 纪年： | 癸亥年（牛年）；周桓王林四年；鲁隐公息姑七年；齐僖公禄父十五年；晋哀侯光二年；曲沃庄伯鲜十七年；卫宣公晋三年；蔡宣公考父三十四年；郑庄公寤生二十八年；曹桓公终生四十一年；燕穆侯十三年；陈桓公鲍二十九年；杞武公三十五年；宋殇公与夷四年；秦文公五十年；楚武王熊通二十五年 |

## 大事记
- 秦文公卒，孫秦寧公立嗣位。晉曲沃莊伯鰍卒，子曲沃武公稱嗣位。
- 宋國與鄭國和解。魯國攻邾國，代宋報復前年鄭因邾攻宋之役。
- 鄭莊公假周王之命與齊國、魯國伐宋，取郜、防二邑
- 凡國（河南輝縣）君主赴魯國聘問，返國途中，經楚丘（山東曹縣），被戎部落俘擄。
- 陳國與鄭國和解，盟於鄭。
- 陳桓公鮑把女儿嫁给鄭莊公寤生的長子忽。